# Hökens och Mosis kvarnar

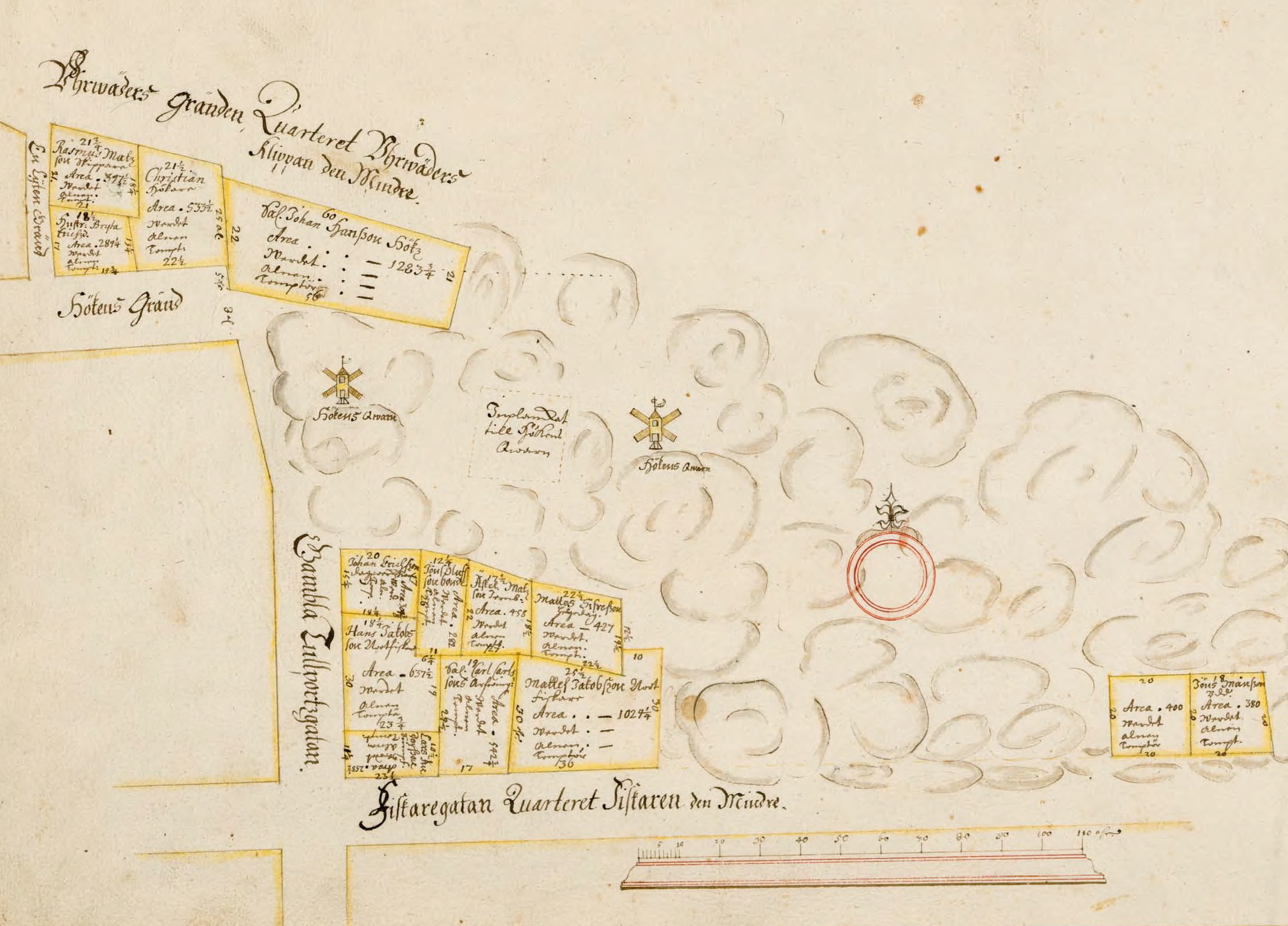
Hökens kvarnar i Holms tomtbok från 1674.

Hökens kvarn (även Hökan) och intilliggande Mosis kvarn var två väderkvarnar från 1600-talet belägna på nordöstra Södermalm i Stockholm. Båda låg i området för nuvarande Mosebacke torg. Hökan brann ner före 1733 och Mosis kvarn försvann ännu tidigare. 

## Historik
På det bergiga området i nordöstra Södermalm fanns flera väderkvarnar. En av höjderna kallades Fiskarberget (nuvarande Katarinaberget). Här ansökte mjölnaren Johan Hansson Hök (ibland stavat Höök) 1646 att få bygga en kvarn. Det fick han och det noterades att ”…den lilla tomten ärnar ärlig och förståndig Johan Hansson-Hök med väderkvarn och en liten mjölnaregård att bebygga”.  Något senare under samma år konstaterades att väderkvarnen var färdigbyggd. Tydligen hade Hök redan tidigare en kvarn på berget. År 1646 talas det om ”den andra kvarn som han uppsatt haver”. År 1654 omtalas Fiskarberget som Hökens berg och 1697 som Hökens kvarnberg. Johan Hansson Hök namngav även den närbelägna Hökensgatan, som fortfarande finns kvar.
I Holms tomtbok från 1674 redovisas på berget två kvarnar med samma namn ”Hökens Qwarn” med den lilla trädgårdstomten emellan. Kring sekelskiftet 1700 kallades en av kvarnarna ”Mosis kvarn”. Den hade fått sitt namn efter Höks svärson, även han mjölnare, som hette Moses Israelsson (död 1689) och var 1677 tomtägare i kvarteret Fiskaren mindre. Troligen är det efter honom som Mosebacke och sedermera Mosebacke torg uppkallades. De båda kvarnar var stolpkvarnar som försvann rätt tidigt från berget. På Petrus Tillaeus’ karta från 1733 upptas bara en kvarn, ”Hökan” (avbrunnen), medan Mosis kvarn saknas helt, vilket tyder på att den försvunnit ännu tidigare.